# Ingeniería de sonido
La ingeniería de sonido es la que se encarga del estudio del fenómeno sonoro, en todos los campos de aplicación del mismo, tales como la grabación y producción, la acústica, la electroacústica, el refuerzo sonoro y el diseño de sonido. Tiene un campo de acción en el desarrollo de proyectos de ingeniería, aplicando tecnologías que interactúan con otras disciplinas, como la electrónica, la informática, la física, las matemáticas y la gramática musical, entre otros, para el diseño y la manipulación de sistemas, la grabación, procesamiento de señal, creación y reproducción del sonido.

## La profesión

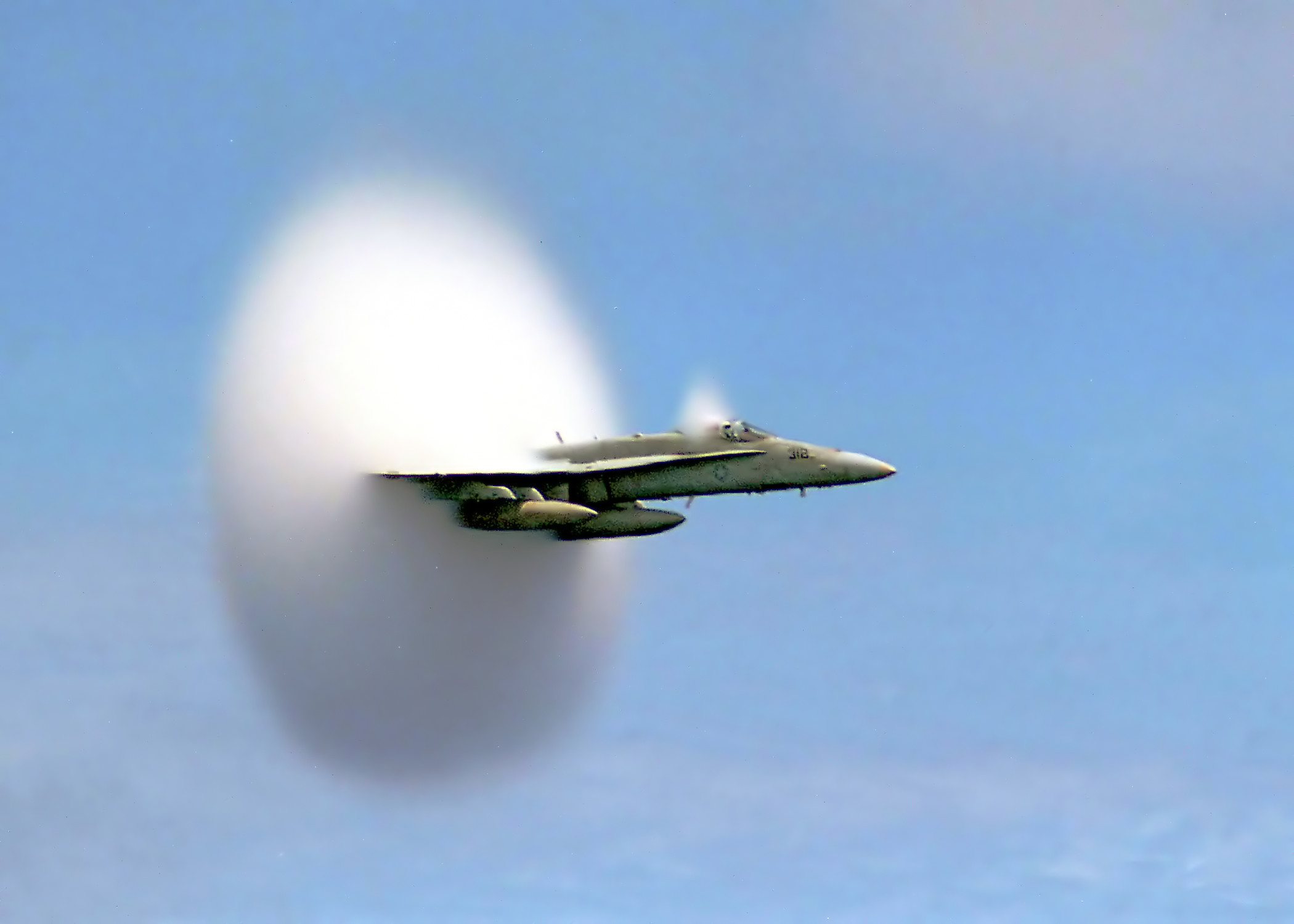
Avión de Estados Unidos F/A-18 al romper la barrera del sonido. El aro blanco se forma por gotas de agua condensadas, debido al descenso de presión del aire alrededor del avión.

La ingeniería de sonido es una profesión en la que se capacita para la producción y manipulación del sonido. Las funciones de quien se dedica a la ingeniería del sonido van más allá de la operación de dispositivos y aparatos, pues también implica crear proyectos de ingeniería para el diseño de dispositivos de sonido, utilizando herramientas de software especializado, así como el desarrollo y construcción de sistemas de ingeniería para el aislamiento de ruido y acondicionamiento acústico interior de recintos.[cita requerida]
Son áreas de desempeño: las televisoras, la emisoras radiales, el sonido en vivo, la ingeniería de diseño acústico, la producción de medios audiovisuales, el diseño de banda sonora para películas (sonidistas); las instituciones gubernamentales encargadas de planes y programas de control ambiental; el contratismo, la invención y auditoría de obras.[cita requerida]

## Consecuencias
Las vibraciones mecánicas deben estudiarse en la industria, así como las consecuencias de tener equipos trabajando a altos niveles de vibración, ya que se pone en riesgo la continuidad de la producción, la estructura de los edificios empleados para dicha tarea y la seguridad de los recursos humanos.[cita requerida]